# Sono dappertutto
Sono dappertutto (Ils sont partout) è un film del 2016 diretto da Yvan Attal.
Il film affronta il tema dell'antisemitismo, attraverso una serie di episodi comici che passano in rassegna i principali pregiudizi di cui da sempre sono vittime gli ebrei.

## Trama
Yvan si sente perseguitato dal crescente antisemitismo ma riconosce, di fronte al suo psicologo, di essere effettivamente da sempre ossessionato da tutto ciò che riguarda l'ebraismo. Yvan parla di sé, delle sue origini e della sua esperienza nella Francia di oggi, e le sedute dal suo analista sono intervallate da episodi che trattano singolarmente alcuni dei principali stereotipi/pregiudizi sugli ebrei.

## Produzione
Il regista Yvan Attal è in effetti un ebreo sefardita come il protagonista del film.
Lo psicologo è interpretato da Tobie Nathan, celebre psicanalista francese.